# Reyna (personaje)
Zyanya Mondragón, más conocida como Reyna es un personaje que pertenece al videojuego (creado por Riot Games), Valorant. Fue el undécimo personaje del juego, presentado el 1 de junio de 2020.

## Historia
Zyanya Mondragón es una radiante de la Ciudad de México con el poder de absorber la energía vital de las almas de las personas a las que mata. Tras verse afectada por un suceso desastroso relacionado con máquinas, Mondragón siente una gran aversión por la tecnología y la humanidad, y cree que ella y sus compañeros radiantes son el verdadero futuro de la Tierra. Antes de su etapa como agente del Protocolo VALORANT, creó un santuario para ayudar a la gente a escapar de Kingdom Corporation, estableciendo allí una comunidad y convirtiéndose en su protectora y vengadora.
Sin embargo, ninguno de ellos ocupa el mismo lugar en su corazón que su hermana pequeña, Lucía, alguien a quien Mondragón ha estado a punto de perder. Tras ser reclutada por VALORANT como su undécima recluta, "Reyna", consiguió trabajar con algunos de los científicos de la organización para establecer un procedimiento que le permitiera transferir parte de la energía vital que recoge a Lucía, manteniéndola con vida, al menos por ahora. Dado que el proceso sigue siendo ineficaz y que el destino de Lucía sigue siendo incierto, Reyna continúa dando caza a todos los enemigos que encuentra en su camino, ganando más energía vital con cada muerte y más tiempo ganado para su hermana. Sin embargo, la naturaleza agresiva y amargada de Reyna preocupa a algunos de sus compañeros agentes, y algunos temen en qué podría acabar convirtiéndose si no es capaz de salvar a Lucía.

## Personalidad
Reyna toma lo que quiere cuando quiere, sin importarle quién se interponga en su camino. Salvaje y casi animal, no duda a la hora de eliminar a sus enemigos y mancharse las manos de sangre. Siente una gran aversión por la tecnología, se alimenta de la miseria del enemigo y le encanta competir con sus compañeros radiantes para ver quién es el más poderoso.
Parece tener una visión cínica del resto del mundo debido al dolor que ha experimentado para sobrevivir. Sin embargo, reconoce que su Tierra sigue siendo su hogar, y está decidida a defenderla aunque eso signifique derramar más sangre.

## Apariencia
Reyna suele llevar los bordes de su larga melena teñidos de morado. Sus afilados ojos morados la hacen amenazadora, casi como una bestia. Va relativamente descubierta, con un traje morado ceñido al cuerpo que sólo le cubre un brazo y deja el otro al descubierto. El brazo descubierto muestra unos tatuajes únicos que brillan cuando activa sus poderes radiantes. Lleva un par de botas moradas con placas que cubren la totalidad de sus piernas, excepto el muslo derecho, que queda al descubierto.
En el pecho, donde se encuentra su corazón, siempre se ve un resplandor púrpura brillante. Cuando activa su estado de Emperatriz, todo su cuerpo se vuelve de un tono púrpura oscuro, con los ojos, las manos y el corazón brillando con un tono amatista. Reyna está basada en el personaje Santanico Pandemonium, interpretado por Salma Hayek en From Dusk Till Dawn, y reinterpretado por Eiza González en el remake de 2014.